# Ole Nafstad
Ole Sverre Nafstad (født 20. februar 1946 i Bærum) er en norsk tidligere roer.
Nafstad deltog første gang ved de olympiske lege i 1972 i München, hvor han var med i den norske firer uden styrmand, der blev nummer to i første runde, men var ude af konkurrencen efter en tredjeplads i opsamlingsheatet. Bedre gik det for ham ved OL 1976 i Montreal, hvor han vandt sølv i firer uden styrmand sammen med Finn Tveter, Arne Bergodd og Rolf Andreassen. De indledte med en fjerdeplads i første runde, men derefter vandt de deres opsamlingsheat og efterfølgende også semifinalen. I finalen blev den norske båd besejret af Østtyskland, der vandt guld, mens Sovjetunionen fik bronze.
Nafstad vandt desuden to VM-medaljer i firer uden styrmand, en sølvmedalje ved VM 1971 i København, og en bronzemedalje ved VM 1973 i Moskva.

## OL-medaljer
- 1976:  Sølv i firer uden styrmand